# Mother and Child Reunion (Degrassi: The Next Generation)
„ Reuniunea mamei și copilului ” este episodul pilot în două părți al serialului de televiziune canadian, dramă pentru adolescenți Degrassi: Următoarea generație, care a avut loc pe 14 octombrie, 2001 la Rețeaua de Televiziune CTV . Episodul a fost scris de renumitul editorul de povești Aaron Martin și co-creatorul seriei/ consultantul creativ Yan Moore și regizat de Bruce McDonald . Ca și în cazul majorității episoadelor din Degrassi: Următoarea generație, „Reuniunea mamei și copilului” își ia titlul dintr-o melodie pop, „ Reuniunea mamei si copilului ”, scrisă și interpretată de Paul Simon, o personalitate foarte cunoscuta
Degrassi: The Next Generation este a patra serie din universul fictiv Degrassi creat în anul 1979. Seria precedentă, Degrassi High, s-a încheiat în 1991, deși un film de televiziune, School's Out, a fost difuzat în 1992 și a încheiat poveștile personajelor. „Reuniunea Mamei și Copilului” a reunit unele dintre acele personaje într- o reuniune de liceu de zece ani, introducând totodată o nouă generație de elevi ai Școlii Comunitare Degrassi : Emma Nelson, Manny Santos, JT Yorke și Toby Isaacs .